# Bewcastle Castle
Bewcastle Castle är ett slott i Storbritannien.   Det ligger i grevskapet Cumbria och riksdelen England, i den centrala delen av landet, 400 km norr om huvudstaden London. Bewcastle Castle ligger 152 meter över havet.
Terrängen runt Bewcastle Castle är platt åt sydväst, men åt nordost är den kuperad. Runt Bewcastle Castle är det ganska tätbefolkat, med 96 invånare per kvadratkilometer. Närmaste större samhälle är Brampton, 13,1 km söder om Bewcastle Castle. Trakten runt Bewcastle Castle består i huvudsak av gräsmarker.